# Zanclella diabolica
Zanclella diabolica is een hydroïdpoliep uit de familie Zancleidae. De poliep komt uit het geslacht Zanclella. Zanclella diabolica werd in 2000 voor het eerst wetenschappelijk beschreven door Boero, Bouillon & Gravili. 